# Uli Kusch
 (septembre 2014).
Si vous disposez d'ouvrages ou d'articles de référence ou si vous connaissez des sites web de qualité traitant du thème abordé ici, merci de compléter l'article en donnant les références utiles à sa vérifiabilité et en les liant à la section « Notes et références ».
Uli Kusch, de son vrai nom Ulrich Kusch, est un batteur de heavy metal né le 11 mars 1967  à Aix-la-Chapelle en Allemagne. Il est spécialisé dans le power où il se démarqua surtout avec des groupes comme Helloween ou Gamma Ray.

## Biographie

### Début de carrière
Uli Kusch commença sa carrière en tant que batteur en 1981 en jouant pour plusieurs groupes en tant que musicien de studio.

### Helloween
Batteur d'Helloween entre 1993 et 2002, il rejoint le groupe à la suite du départ d'Ingo Schwichtenberg. Il enregistra avec Helloween : Master of the Rings, The Time of the Oath, le High Live concert de la tournée The Time of the Oath, Better Than Raw, Metal Jukebox qui est un album de reprise (où il choisit qu'une chanson celle de Faith No More From out of nowhere) et The Dark Ride.

### Masterplan
Uli Kusch se fit renvoyer d'Helloween en même temps que Roland Grapow et les deux ex-membres qui avaient déjà collaboré ensemble décidèrent de créer le groupe Masterplan.

## Discographie
Holy Moses
- Finished with the Dogs (1987)
- The New Machine of Liechtenstein (1989)
- World Chaos (1990)

Gamma Ray
- Heading for the East (Live video) (1990)
- Heaven Can Wait (EP) (1990)
- Sigh No More (1991)

Axe La Chapelle
- Grab What You Can (1994)

Helloween
- Master of the Rings (1994)
- The Time of the Oath (1996)
- High Live (Live video) (1996)
- Better Than Raw (1998)
- Metal Jukebox (1999)
- The Dark Ride (2000)

Roland Grapow
- The Four Seasons of Life (1997)

Sinner
- The End of Sanctuary (2000)

Masterplan
- Enlighten Me (en) EP (2002)
- Masterplan (en) (2003)
- Back For My Life EP (2004)
- Aeronautics (2005)

Beautiful Sin
- The Unexpected (2006)

Mekong Delta
- Lurking Fear (2007)

Ride the Sky
- New Protection (2007)

Symfonia
- In Paradisum (2011)

Issa
- The Storm Frontier Records (2011)

Carnal Agony
- Preludes& Nocturnes Sliptrick Records (2014)